# Rockwell (Iowa)
Rockwell é uma cidade localizada no estado americano de Iowa, no Condado de Cerro Gordo.

## Demografia
Segundo o censo americano de 2000, a sua população era de 989 habitantes.
Em 2006, foi estimada uma população de 996, um aumento de 7 (0.7%).

## Geografia
De acordo com o United States Census Bureau tem uma área de
7,7 km², dos quais 7,7 km² cobertos por terra e 0,0 km² cobertos por água.

## Localidades na vizinhança
O diagrama seguinte representa as localidades num raio de 20 km ao redor de Rockwell.